# Cornelis Moerman

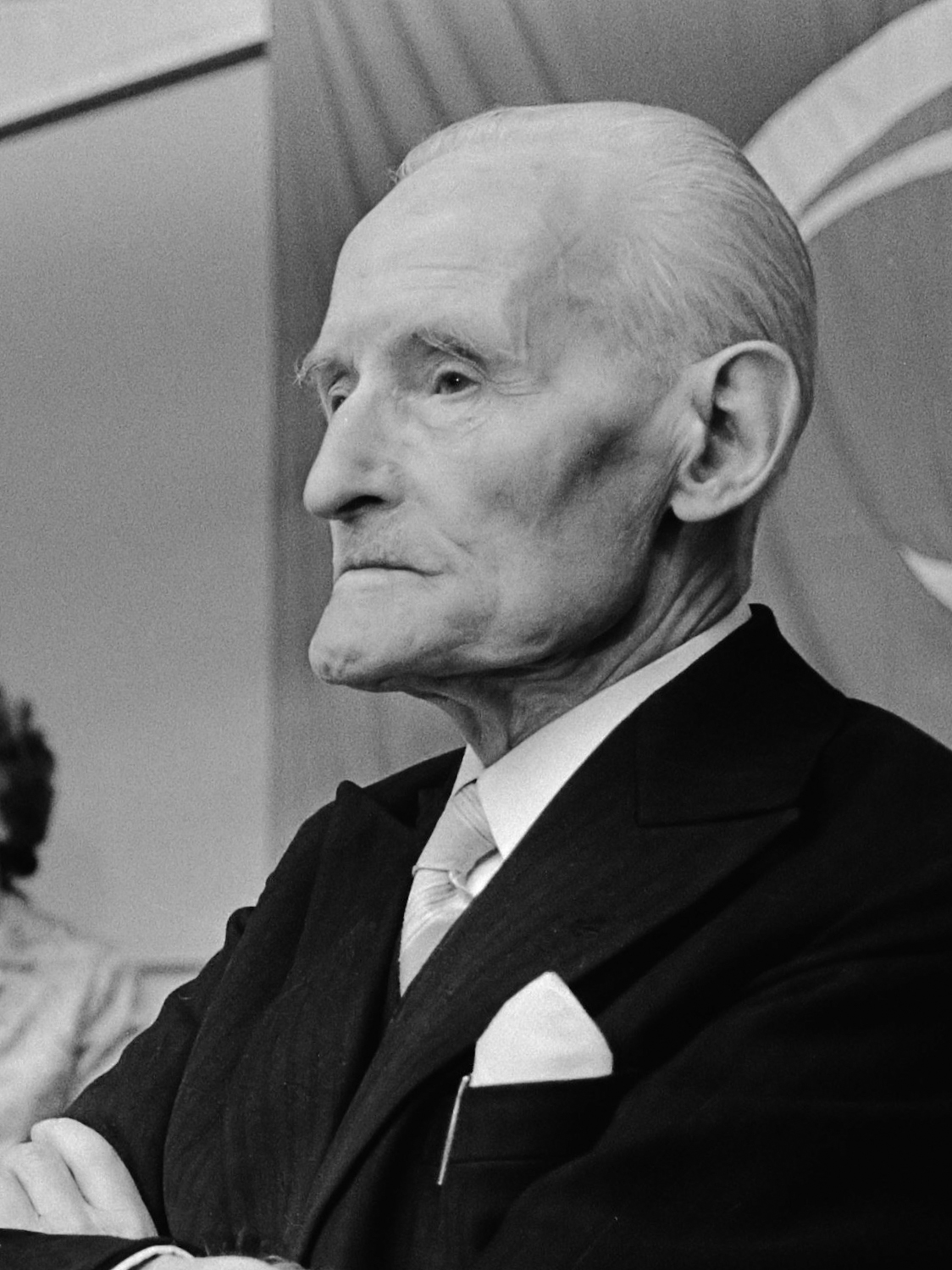
Cornelis Moerman (1979)

Cornelis Moerman (* 6. Januar 1893; † 27. August 1988) war ein niederländischer Allgemeinmediziner und Heilpraktiker, der durch eine nach ihm benannte, unwirksame Moerman-Krebsdiät bekannt wurde.

## Leben
Cornelis Moerman wurde am 6. Januar 1893 in Hoogstad geboren. Nach dem Abitur wollte Moerman Veterinärmedizin in Utrecht studieren. Aufgrund der Mobilisierung im Zuge des Ersten Weltkrieges wurde er jedoch zum Militärdienst eingezogen und studierte dann 1918 in Leiden Medizin. Aufgrund seines Eigensinns hatte er während des Studiums regelmäßig Auseinandersetzungen mit seinen Professoren.
Als Moerman sein Studium abschloss, ließ er sich 1929 als erster und einziger Hausarzt auf dem elterlichen Gutshof in Vlaardingen nieder.
Hier setzte er auch seine Leidenschaft, die Taubenzucht, fort, der er seit seiner Kindheit nachging. Er begann, mit Taubenfutter zu experimentieren, und fütterte die Tiere mit Erbsen, Bohnen, Mais, Hackfleisch, Reis, Lebertran, Gemüse, Milch und Wasser.
Moerman meinte im Jahr 1939 zu der Erkenntnis gekommen zu sein, dass eine spezielle Diät Krebs heilen könne, und es war auch das Jahr, in dem er seine Diät erstmals bei einem Patienten anwendete. Leendert Brinkman, dessen Krebs vom Krankenhaus als „terminal“ diagnostiziert worden war, kam mit Moerman in Kontakt und erklärte, dass er bereit sei, den strengen Lebensmittelvorschriften zu folgen.
Nach einigen Monaten wurde Brinkman von Moerman für geheilt erklärt. Jedoch bezweifelten die zuvor behandelnden Ärzte, ob Brinkman jemals Krebs hatte, und vermuteten eine komplizierte Blinddarmentzündung. Brinkman selbst und Dr. Moerman gingen jedoch beide davon aus, dass Krebs vorgelegen habe.
Im Frühjahr 1940 teilte Moerman seine Ergebnisse dem Krebsinstitut (Nederlands Kanker Instituut, NKI) und dem Gesundheitsministerium mit, wurde jedoch ignoriert.
Während des Zweiten Weltkriegs befahlen die Deutschen Moerman aus Angst vor Spionage, alle Tauben zu töten.
Nach der Befreiung der Niederlande wurde Moerman wegen angeblicher Mitgliedschaft in der Nationaal-Socialistische Beweging festgenommen. Nachforschungen konnten diesen Verdacht jedoch nicht erhärten. Moerman gab an, dass er NSB-Frauen gegen Krebs behandelt habe und daher fälschlicherweise verdächtigt worden sei. Moerman war zeit seines Lebens davon überzeugt, dass der seiner Auffassung nach ungerechtfertigte Verräterstempel nach dem Krieg dafür sorgte, dass seine Krebstherapie niemals ernsthafte Aufmerksamkeit erhielt.
Nach dem Krieg behandelte Moerman Krebs-Patienten in kleinem Umfang weiter. Seine regelmäßigen Forschungsanfragen zu seiner Therapie blieben unbeantwortet und andere Ärzte und Wissenschaftler ignorierten ihn. Die Öffentlichkeit erfuhr erst von ihm, als am 5. Oktober 1955 in der Zeitschrift De Typhoon ein ganzseitiger Artikel veröffentlicht wurde, in dem vier Patienten namentlich benannt wurden, die angaben, durch Moerman von Krebs geheilt worden zu sein. Krankenhäuser hatten angegeben, dass diese Personen an unheilbarem Krebs litten, und ein Haager Arzt wurde hinzugezogen, um die Patienten nach der Behandlung durch Moerman zu untersuchen. Er gab an, es habe sich herausgestellt, dass die Patienten „vollkommen gesund“ seien. Die Veröffentlichung dieser „wundersamen Heilungen“ führte dazu, dass viele Menschen Briefe an die Redaktion sendeten. Viele Ärzte beschuldigten den Typhoon des Sensationalismus. Trotz dieser negativen Reaktionen gab es einen großen Zustrom von Krebspatienten, die Moerman als ihre letzte Hoffnung ansahen.
1956 wurde daher ein Komitee unter der Leitung des Arztes Delprat eingesetzt, um Moermans Therapie zu untersuchen. 1958 wurde ein Abschlussbericht veröffentlicht, in dem angegeben wurde, dass bei einigen Patienten eine Besserung eingetreten sei. Das Komitee war jedoch nicht der Ansicht, dass dies das Ergebnis der Moerman-Therapie sei. Die Verbesserungen seien nur von kurzer Dauer oder eine späte Wirkung der zuvor durchgeführten konventionellen Behandlung. Zusammenfassend wurde angegeben, Krebs könne durch die Moerman-Diät nicht geheilt werden.
Moerman war jedoch weiterhin überzeugt, dass seine Diät funktioniere, und zahlreiche Kranke suchten weiterhin seine Praxis auf in dem Glauben, durch ihn von Krebs geheilt werden zu können.
Die Ärzte Dr. Ronhaar und Dr. Wiese unterstützten Moerman öffentlich. 1974 wurde eine Vereinigung für Moerman-Patienten gegründet, die Druck auf die Politiker ausübte, die Moerman-Therpaie erneut von einem Komitee untersuchen zu lassen. 1978 wollte die neue Gesundheitsministerin Els Veder-Smit Moermans Anhängerschaft entgegenkommen und lud Dr. Wiese zu einem öffentlichen Gespräch über die Moerman-Therpaie ein.
1979 fand eine Parlamentsdebatte bezüglich der Moerman-Therapie als Reaktion auf zahlreiche Briefe und Zeitungsartikel statt. Die Debatte kulminierte mit einem Antrag für neue Forschungen bezüglich des Mechanismus der Moerman-Diät, was von einigen Wissenschaftlern als unzulässige Einmischung kritisiert wurde.
Ein weiteres Komitee, die Begeleidingscommissie Onderzoek Moermanmethode (dt. „Überwachungsausschuss Moerman-Methode“), wurde vom Gesundheitsministerium eingesetzt; der Königin-Wilhelmina-Fonds stellte fast zwei Millionen Gulden zur Verfügung, um die Forschung zu finanzieren. Zwei Patientengruppen sollten entweder nach der Moerman-Methode oder der konventionellen Therapie behandelt werden.
Aufgrund beständiger Uneinigkeiten wurde die Arbeit des Komitees jedoch 1984 ohne Ergebnis eingestellt.
1988 starb Cornelis Moerman.

## Moermann-Diät
Die Moermann-Diät („Moermanmethode“) ist eine vermeintliche Behandlungsmethode für Krebs, die sich aus einer speziellen Diät und der Verabreichung zusätzlicher Nährstoffe durch Nahrungsergänzungsmittel zusammensetzt.
Vor dem Zweiten Weltkrieg veröffentlichte Moerman seine Ansicht, dass Krebs keine lokale Krankheit sei, sondern das Endstadium der Degeneration des gesamten Körpers. Die Stärkung des Immunsystems sei die Antwort auf diese Krankheit, und die Ernährung spiele dabei die zentrale Rolle.
Moerman, ein leidenschaftlicher Taubenzüchter, stellte fest, dass gesunde Vögel keinen Krebs entwickeln, im Gegensatz zu schwachen und unterernährten Vögeln. Er argumentierte auf der Grundlage seiner eigenen Experimente mit seinen Tauben, dass Krebs eine Stoffwechselstörung, ein Mangel an Jod, Zitronensäure, B-Vitaminen, Eisen, Schwefel und den Vitaminen A, D, E und später C sei.
Eine spezielle Diät, ergänzt mit diesen Substanzen, bildet die Grundlage der Moerman-Therapie.
Folgende Nahrungsmittel wurden von Moerman empfohlen beziehungsweise abgelehnt:
- kein Fleisch oder Fisch
- kein Wasser, kein Kaffee und Tee
- kein Zucker
- mäßig viel Salz
- einen halben bis einen Liter Buttermilch pro Tag
- viel Obst, vor allem Weintrauben
- Orangensaft und Zitronensaft
- zwei Eigelb (kein Eiweiß)
- Weizenbrot mit Butter und Käse
- keine Kartoffeln, sondern brauner Reis mit Sahne, Butter und grünem Gemüse, vor allem Salat mit Gurken und Tomaten
- auch anderes Gemüse wie Karotten ist erlaubt
- Erbsensuppe ohne Fleisch oder Speck
- Honig
- Olivenöl

## Rezeption
Die Diätempfehlungen nach Moerman sind nicht Bestandteil der modernen Medizin. Die Diät entbehrt jeglicher wissenschaftlicher Grundlage, sie gilt als unwirksam.
Im September 1976 wurde Moerman von Linus Pauling zur „Konferenz der International Association of Cancer Victors and Friends“ nach Los Angeles eingeladen. Als Ehrengast erhielt Moerman eine Auszeichnung für seine Arbeit mit Krebspatienten und für seinen Ansatz bei der Krebsbehandlung. Pauling lobte ihn und nannte ihn einen seiner Kollegen im Kampf um die Akzeptanz von Ernährungsmedizin.
Die Erfindung der Diät brachte ihm im Jahr 2000 einen Platz an der Spitze einer „Liste der zwanzig größten Quacksalber des zwanzigsten Jahrhunderts“ ein, die von der niederländischen Union Against Quackery herausgegeben wurde.

## Publikationen
- Cornelis Moerman, Rudolf Breuß; Krebs. Leukämie und andere scheinbar unheilbare Krankheiten – mit natürlichen Mitteln heilen; Ratschläge zur Vorbeugung und Behandlung vieler Krankheiten. 11. Aufl. Edition Aurum, Bielefeld 2003, ISBN 3-89901-310-7. (Das Werk wurde in verschiedene Sprachen, darunter englisch, französisch, italienisch, spanisch und serbokroatisch, übersetzt und insgesamt über 900.000 Mal verkauft.)[6]